# Cantonul Dunkerque-Ouest
Cantonul Dunkerque-Ouest este un canton din arondismentul Dunkerque, departamentul Nord, regiunea Nord-Pas-de-Calais, Franța.

## Comune
- Duinkerke (parțial, met inbegrip van Saint-Pol-sur-Mer) (reședință) (Dunkerque)
- Kapelle (Capelle-la-Grande)